# 2106
2106 (ММCVI) е обикновена година, започваща в петък според Григорианския календар. Тя е 2106-ата година от новата ера, сто и шестата от третото хилядолетие и седмата от 2100-те.